# Ornipholidotos camerunensis
Ornipholidotos camerunensis är en fjärilsart som beskrevs av Henry Stempffer 1964. Ornipholidotos camerunensis ingår i släktet Ornipholidotos och familjen juvelvingar. Inga underarter finns listade i Catalogue of Life.